# Новленское княжество

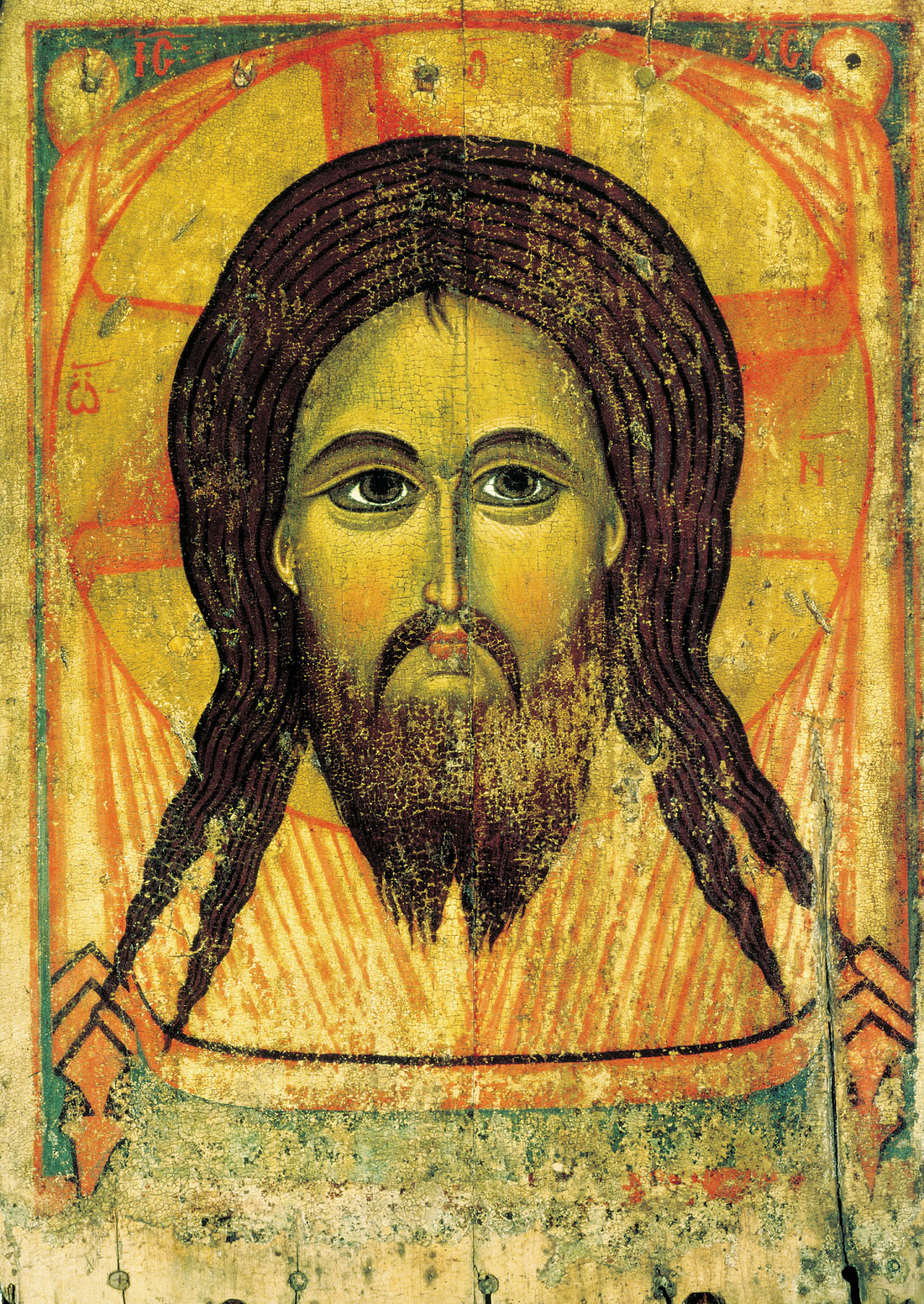
«Спас Нерукотворный» из села Новленское

Но́вленское княжество — мелкое владетельное образование, выделенное в начале XV века из состава Ярославского княжества в удел Семёну — третьему сыну ярославского князя Василия Васильевича. Центром его было село Новленское (ныне Новое) близ Пошехонья. В 1966 г. там была найдена икона начала XIII века, «Спас Нерукотворный», которая считается родовым образом местных князей. Вторым и последним князем Новленским был сын Семёна Даниил, потомки которого служили Москве и звались князьями Юхотскими. Дочь Семёна, Анна, вышла в 1408 году за Ярослава Владимировича, князя боровского.

## Источник
- Князь Семён Новленский // Дементьев В. В. Свет малой родины. Отчина и дедина. — М.: Вече, 2008. — 528 с. ISBN 978-5-9533-2651-3
- История родов русского дворянства: В 2 кн. / авт.-сост. П. Н. Петров. — М.: Современник; Лексика, 1991. — Т. 1. — С. 172. — 50 000 экз. — ISBN 5-270-01513-7.